# のののリサイクル
『のののリサイクル』は、云熊まく・綾見ちはによる漫画作品。芳文社の月刊雑誌「まんがタイムきららフォワード」にて2007年3月号（Vol.4）から2008年11月号まで連載された。全3巻。

## 概要
ある日、私立四葉学舘小等部に一人の小さな女の子が転校してくる。名前は草餅のの。一見すると幼稚園児のような元気な女の子だが、その正体は高性能汎用人型ヒューマノイドと呼ばれるロボット。席で隣り合わせた葉山癒花・三ッ月ヒカルと友人どうしとなり、主に3人での学園生活・私生活が描かれた、ほんわかキュートなストーリー。

## 登場人物
草餅 のの（くさもち のの）
本作品の主人公であり、高性能汎用人型ヒューマノイドと呼ばれるロボット。製造元である「八千代」では「CODE-NONO」と呼ばれている。見た目は幼稚園児のように小さな女の子で、明るく天真爛漫な性格。友達想いの心優しい一面もある。充電のため掃除機のようなコードがついており、この部分は最新の掃除機でできている。
葉山 癒花（はやま ゆか）
のの友人であり、クラス委員。責任感が強く、当初住むところがなく教室のロッカーで寝泊りしていたののを引き取ることもあった。母親とは死別しており、これを理由に親友であるヒカリとの間に壁ができてしまったり、本人もふさぎがちになってしまったが、ののとの出会いによって変っていく。
三ツ月 ヒカル（みつづき ひかる）
ののの友人で、癒花とは親友どうし。ののと同じく明るく天真爛漫な性格。一時癒花との関係が悪化したこともあったが、ののの登場で回復。友達想いの性格で、癒花が危ない目にあったときは自ら守りに行く。

## 書誌情報
単行本は「まんがタイムきららコミックス」から刊行。
1. 2008年2月12日初版発行（2008年1月28日発売）、 ISBN 978-4-8322-7679-6
2. 2008年7月13日初版発行（2008年6月28日発売）、 ISBN 978-4-8322-7710-6
3. 2008年11月11日初版発行（2008年10月27日発売）、 ISBN 978-4-8322-7747-2